# Гіллсборо (Канзас)
Гіллсборо (англ. Hillsboro) — місто (англ. city) в США, в окрузі Меріон штату Канзас. Населення — 2732 особи (2020).

## Географія
Гіллсборо розташоване за координатами 38°21′10″ пн. ш. 97°11′57″ зх. д. / 38.35278° пн. ш. 97.19917° зх. д. (38.352661, -97.199237).  За даними Бюро перепису населення США в 2010 році місто мало площу 6,65 км², з яких 6,62 км² — суходіл та 0,04 км² — водойми.

## Демографія
Згідно з переписом 2010 року, у місті мешкали 2993 особи в 1071 домогосподарстві у складі 684 родин. Густота населення становила 450 осіб/км².  Було 1193 помешкання (179/км²).
Расовий склад населення:
| - 94,6 % — білих - 1,7 % — чорних або афроамериканців - 0,3 % — корінних американців - 0,2 % — азіатів - 0,1 % — вихідців з тихоокеанських островів |

До двох чи більше рас належало 2,1 %. Частка іспаномовних становила 3,2 % від усіх жителів.
За віковим діапазоном населення розподілялося таким чином: 19,8 % — особи молодші 18 років, 59,4 % — особи у віці 18—64 років, 20,8 % — особи у віці 65 років та старші. Медіана віку мешканця становила 36,2 року. На 100 осіб жіночої статі у місті припадало 94,9 чоловіків;  на 100 жінок у віці від 18 років та старших — 91,2 чоловіків також старших 18 років.
Середній дохід на одне домашнє господарство  становив 56 419 доларів США (медіана — 45 250), а середній дохід на одну сім'ю — 70 825 доларів (медіана — 62 130). Медіана доходів становила 45 972 долари для чоловіків та 23 922 долари для жінок. За межею бідності перебувало 7,7 % осіб, у тому числі 4,2 % дітей у віці до 18 років та 7,4 % осіб у віці 65 років та старших.
Цивільне працевлаштоване населення становило 1393 особи. Основні галузі зайнятості: освіта, охорона здоров'я та соціальна допомога — 37,5 %, виробництво — 16,0 %, роздрібна торгівля — 11,1 %, мистецтво, розваги та відпочинок — 9,8 %.